# Sliz
Sliz je souhrnné označení pro viskózní, lepkavou a mazlavou strukturu tvořenou nejčastěji vodou a makromolekulárními cukry, které nesou záporný náboj a mohou být navázány na proteiny. Podobného chemického složení jsou také rostlinné kleje.

## Vlastnosti
Sliz má schopnost tvořit koloidní roztok s vodou, které dohromady tvoří trojrozměrnou síť a při roztírání této lepkavé látky nad určitou hranici se sliz stává tekutým, což se uplatňuje např. při pohybu hlemýždě. Rostlinné slizy jsou známé svou schopností uklidňovat podrážděnou sliznici a mnohdy tedy figurují jako účinné složky přírodních léčiv při nemocech dýchací soustavy a podobně (např. proskurník lékařský nebo podběl lékařský).

## Výskyt
Sliz se v přírodě vyskytuje velice hojně. Tvoří obvykle ochrannou vrstvu kolem bakterií, archeí, i eukaryotických buněk. V této formě bývá nazýván glykokalyx, nebo, je-li méně soudržný, také (zejména u bakterií) slizová vrstva. Sliz pokrývá i celé orgány, u člověka například na endotelu pohlavní, močové, trávicí a dýchací soustavy. Často v této formě bývá nazýván hlen. Obvykle zde brání infekci, protože obsahuje protilátky (imunoglobuliny) a ionty železa. Sliz drží pohromadě i celá mikrobiální společenstva v půdě. Zamezuje zde erozi a někdy se tak stává významným geologickým činitelem.
Z rostlin se sliz hojně vyskytuje například v cibulích cibule kuchyňské a v některých hlízách, v těle sukulentních rostlin, v epidermálních buňkách osemení lnu, v obilkách žita setého („žitný maz“) a v kozinci druhu Astragalus gimmiger (tzv. „tragant“, což je druh klovatiny).